# 菲利浦·勒苏德
菲利浦·勒苏德（1963年7月15日—），法国攝影指導，凭借2013年电影《一代宗师》获得奧斯卡最佳攝影獎提名。

## 作品
- 也许（英语：Peut-être） (1999)
- 美好的一年 (2006)
- 七磅 (2008)
- 一代宗師 (2013)
- 魅惑 (2017)
- 触礁（英语：On the Rocks (film)） (2020)
- 普瑞希拉 (2023)